# Biały Dunajec
Biały Dunajec è un comune rurale polacco del distretto di Tatra, nel voivodato della Piccola Polonia.
Ricopre una superficie di 35,51 km² e nel 2004 contava 6 753 abitanti.